# Ademuz
Ademuz è un comune spagnolo di 1.286 abitanti appartenente alla comunità autonoma Valenciana, situato tra le comunità autonome di Aragona e di Castiglia-La Mancia.

## Geografia fisica

Localizzazione all'interno della comarca di Rincón de Ademuz

## Società

### Evoluzione demografica
| 1990  | 1992  | 1994  | 1996  | 1998  | 2000  | 2002  | 2004  | 2005  | 2006  | 2007  |
| ----- | ----- | ----- | ----- | ----- | ----- | ----- | ----- | ----- | ----- | ----- |
| 1.393 | 1.298 | 1.253 | 1.197 | 1.199 | 1.195 | 1.152 | 1.140 | 1.157 | 1.183 | 1.242 |

## Monumenti e luoghi d'interesse

### Architettura religiosa
- Chiesa arciprestale di san Pietro e san Paolo, XVII secolo.
- Chiesa della Madonna della Huerta, XIV secolo.
- Cappella di san Gioacchino, XV secolo. Faceva parte del antico ospedale di santa Anna.
- Cappella di santa Barbara Intramura. XVII secolo, situata dentro il castello.

Antico stemma di Ademuz nell'epoca medievale

- Chiesa della Immacolata Conzezione, XVI secolo, a Sesga.
- Cappella di san Michele, XVI secolo, a Val de la Sabina.
- Cappella di santa Barbara, XVII secolo a Mas del Olmo,.

### Architettura civile
- Castello, XIII secolo, di origine musulmana.
- Casa de la Villa, casa del municipio. Loggetta al pian terreno che risale al XVI secolo.
- Cambra Vieja del Trigo, antico magazzino di frumento. Alla porta c'è l'antico stemma della municipalità, cioè quello della Casa di Aragona.
- Prigione del municipio, XVI secolo.
- Forno medievale.
- Mulino Reale, XIII secolo.
- Mulino Nuovo, XVIII secolo.
- Casa della Cultura, Antico Café-Teatro La Unión, costruito negli anni 1920, da cittadini di ideologia repubblicana. Oggi è un centro culturale, sede della Sociedad Musical de Ademuz.

## Amministrazione
- Sindaco: Fernando Soriano Antón (PSOE)